# Gavin Bazunu
Gavin Okeroghene Bazunu (Dublin, 2002. február 20. –) ír válogatott labdarúgó, a Premier League-ben szereplő Southampton kapusa.
Bazunu a Shamrock Rovers játékosaként kezdte pályafutását, 2018 júniusában mutatkozott be, 16 évesen, mielőtt 2019 februárjában leszerződtette a Manchester City. A 2020–2021-es szezonban a Rochdale-nél töltött egy évet kölcsönben, majd a következő évadban a Portsmouth-nál.
2021-ben mutatkozott be az ír válogatottban, miután utánpótlás szinten is képviselte a nemzetet.

## Statisztika

### Klubcsapatokban
2023. március 18-i állapot szerint.
| Csapat                  | Szezon           | Bajnokság        | Bajnokság | Bajnokság | Kupa | Kupa  | Ligakupa | Ligakupa | Egyéb | Egyéb | Összesen | Összesen |
| Csapat                  | Szezon           | Osztály          | P.        | Gólok     | P.   | Gólok | P.       | Gólok    | P.    | Gólok | P.       | Gólok    |
| ----------------------- | ---------------- | ---------------- | --------- | --------- | ---- | ----- | -------- | -------- | ----- | ----- | -------- | -------- |
| Shamrock Rovers         | 2018             | Premier Division | 4         | 0         | 0    | 0     | 0        | 0        | 2     | 0     | 6        | 0        |
| Manchester City         | 2018–2019        | Premier League   | 0         | 0         | 0    | 0     | 0        | 0        | 0     | 0     | 0        | 0        |
| Manchester City         | 2019–2020        | Premier League   | 0         | 0         | 0    | 0     | 0        | 0        | 0     | 0     | 0        | 0        |
| Manchester City         | 2020–2021        | Premier League   | 0         | 0         | 0    | 0     | 0        | 0        | 0     | 0     | 0        | 0        |
| Manchester City         | 2021–2022        | Premier League   | 0         | 0         | 0    | 0     | 0        | 0        | 0     | 0     | 0        | 0        |
| Manchester City         | Összesen         | Összesen         | 0         | 0         | 0    | 0     | 0        | 0        | 0     | 0     | 0        | 0        |
| Rochdale (kölcsönben)   | 2020–2021        | League One       | 29        | 0         | 1    | 0     | 2        | 0        | 0     | 0     | 32       | 0        |
| Portsmouth (kölcsönben) | 2021–2022        | League One       | 44        | 0         | 2    | 0     | 0        | 0        | 0     | 0     | 46       | 0        |
| Southampton             | 2022–2023        | Premier League   | 28        | 0         | 1    | 0     | 4        | 0        | —     | —     | 33       | 0        |
| Karrier összesen        | Karrier összesen | Karrier összesen | 105       | 0         | 4    | 0     | 6        | 0        | 2     | 0     | 117      | 0        |

1. ↑  Pályára lépések az Európa-ligában

### A válogatottban
2022. november 17-i állapot szerint.
| Válogatott | Év       | Pályára lépések | Gólok |
| ---------- | -------- | --------------- | ----- |
| Írország   | 2021     | 10              | 0     |
| Írország   | 2022     | 3               | 0     |
| Összesen   | Összesen | 13              | 0     |

## Díjak és elismerések
Egyéni
- Premier League – A hónap védése: 2022. november/december[8]
- Portsmouth – A szezon játékosa: 2021–2022[9]
- RTÉ – Az év fiatal sportolója: 2021[10]
- PFA – A szezon csapata (League One): 2021–2022[11]